# Jade Bailey
Jade Bailey, född 10 juni 1983, är en friidrottare från Barbados. Hon deltog vid olympiska sommarspelen 2008.